# Généalogie dans l'Égypte antique
La généalogie, science de la recherche des origines et filiations des familles, constitue un axe important de la compréhension de l'Égypte antique.
Dès l'antiquité, les Égyptiens ont constitué des listes de rois telle que celle rapportée par Manéthon. Les spécialistes ont donc utilisé ces listes pour établir l’arbre généalogique des dynasties royales et de certains clans qui se sont distingués pendant l’histoire de l'Égypte.
Tout travail relatif à la généalogie repose sur la terminologie de parenté qui, en Égypte ancienne, qualifie essentiellement les membres appartenant au noyau familial, à savoir le père (jt), la mère (mw.t), le frère (sn), la sœur (sn.t), le fils (sȝ), la fille (sȝ.t), ainsi que l’épouse (ḥm.t) et l’époux (ṯȝy).
Une des difficultés majeures dans l’élaboration d’arbres généalogiques réside dans la définition du champ sémantique auquel se rattache un terme de parenté. Il est aisé par exemple, de se servir de la formule dédicatoire du type jr.n=f m mnw=f n jt=f « c'est pour son père qu'il a construit son monument » comme indice de filiation réelle, alors que « père » doit, dans ce cas, être compris dans un sens large faisant allusion à une filiation divine.
Autre obstacle, l’uniformité des noms propres en Égypte antique : lorsque le même nom est attesté dans plusieurs documents, à combien de personnes a-t-on affaire ? Cette tâche est d’autant plus ardue, qu'un nom de personne est parfois associé à une fonction particulière. Ainsi, au cours de la XVIIIe dynastie, de nombreux grands prêtres de Memphis portèrent le nom de Ptahmosé ; à la XXIe dynastie, la fonction de grand prêtre de Mout était souvent exercée par des hommes qui s’appelaient tous Ânkhefenmout.
Il arrive aussi qu’une même personne change de nom à quelques reprises au cours de sa vie, comme le fils aîné de Ramsès II qui prit successivement les noms d’Amonherouenemef, Amonherkhepeschef, puis Séthiherkhepeschef.

## L'expression de la filiation[1]
Le nom d'une personne est souvent accompagné, en égyptien, du nom de l'un de ses ascendants directs —parfois les deux— selon diverses formules. Prenons le cas d'une famille composée :
- du père de Djéhoutynakht et d'Ioueseni : | M17 | S29 | D21 | M17 | M17 | M1 | A1 | Jsry, Iséri ;
- de la mère : | F35 | D27 · Z1 | B1 | Nfr-mnḏ(=s), Néferménedj ;
- du fils : | I10 | V28 | G43 · X1 | N35 · M3 · Aa1 · X1 | Ḏḥwty-nḫt, Djéhoutynakht ;
- de la fille : | M17 | G43 | S29 | N35 · A1 | B1 | Jw-s-n=j, Ioueseni.

Lorsque la filiation se réfère au père, on a le choix entre deux formules :
- Fils
  - Ḏḥwty-nḫt sȝ Jsry, Djéhoutynakht fils d'Iséri
  - Ḏḥwty-nḫt jr(w)~n Jsry, Djéhoutynakht qu'Iséri a engendré (littéralement, fait)
- Fille
  - Jw-s-n=j sȝ.t Jsry, Ioueseni fille d'Iséri
  - Jw-s-n=j jr(w)~n Jsry, Ioueseni qu'Iséri a engendrée (littéralement, faite)

Lorsque la filiation se réfère à la mère, on a :
- Fils
  - Ḏḥwty-nḫt sȝ Nfr-mnḏ(=s), Djéhoutynakht fils de Néferménedj
  - Ḏḥwty-nḫt ms(w)~n Nfr-mnḏ(=s), Djéhoutynakht que Néferménedj a mis au monde
- Fille
  - Jw-s-n=j sȝ.t Nfr-mnḏ(=s), Ioueseni fille de Néferménedj
  - Jw-s-n=j ms(w)~n Nfr-mnḏ(=s), Ioueseni que Néferménedj a mise au monde

Lorsque les deux parents sont mentionnés, ces formules se cumulent : 
- Jw-s-n=j jr(w)~n Jsry ms(w)~n Nfr-mnḏ(=s), Ioueseni qu'a engendré Iséri et qu'a mis au monde Néferménedj.

Au  Moyen Empire, la première formule citée ci-dessus comprend le nom du père en antéposition honorifique avant celui de la personne citée ; il faut donc lire : le fils d'Iséri, Djéhoutynakht comme dans le titre de fils du roi : sȝ-n(y)-sw.t N, « le fils du roi, N ».
De telles formules sont également utilisées pour mentionner le nom d'un aïeul : fils de A, fils de B, C ; A étant le grand-père, B le père et C la personne en question.
Quand père et fils portent le même nom, on peut rencontrer l'abréviation bis (2 sp) pour éviter de répéter le nom ; exemple :
- sȝ Mntw-ḥtp 2sp [2], « le fils de Montouhotep, bis », pour sȝ Mntw-ḥtp Mntw-ḥtp, « le fils de Montouhotep, Montouhotep ».